# トロギル
トロギル（クロアチア語：Trogir、イタリア語およびダルマチア語：Traù、ラテン語： Tragurium、ギリシャ語：Tragurion、ハンガリー語：Trau）は、クロアチアのスプリト＝ダルマチア郡の港町。アドリア海に面する。トロギルの町は、クロアチア本土とチオヴォ島の間の小さな島にある。スプリト市の27キロ西方にある。1997年、古都トロギルはUNESCO世界遺産に登録された。

## 歴史
紀元前3世紀、ヴィス島からやってきたギリシャ人植民者により植民地トラグリオンがつくられ、大きな港として発展していったが、それは古代ローマ時代までであった。サロナ（スプリト近郊にあった植民都市）の急な繁栄によって、トロギルの重要性は低下した。スラヴ人の移住が始まると、破壊されたサロナの市民はトロギルへ避難した。9世紀から、トロギルはクロアチア王国へ臣従するようになった。トロギルの司教区は11世紀に創立され（1828年廃止）、1107年にはハンガリーおよびクロアチア王カールマーンによって特権を与えられ、町として自治権を授けられた。
1123年、サラセン人によって町全域が征服されほぼ完全に破壊された。しかし、トロギルは短期間で被害から回復し、12世紀と13世紀には力強い経済繁栄を見せた。1242年、ハンガリー王ベーラ4世はモンゴル帝国の侵入から逃れトロギルへ避難した。13世紀と14世紀、トロギル市民によってもっとも多く領主に選ばれたのは、シュビッチ家の者であった。ムラデン3世（1348年）は、トロギル聖堂内に残る墓碑銘によると『クロアチア人の盾』と呼ばれ、シュビッチ家を代表する人物の一人である。
1420年、長く続くヴェネツィア共和国支配時代が始まった。1797年にヴェネツィアが崩壊すると、トロギルはハプスブルク帝国の一部となり、1918年まで支配された。ただし、（ナポレオン戦争中の）1806年から1814年の間だけは、フランス軍に占領されていた。第一次世界大戦後、トロギルはクロアチアとともに、スロベニア人・クロアチア人・セルビア人国の一部となり、その後ユーゴスラビア王国の一部となった。第二次世界大戦中、トロギルはイタリアに占領され、1944年に解放された。その後ユーゴスラビア社会主義連邦共和国に属し、1991年から独立したクロアチアの一部となった。

## 世界遺産
トロギルは2300年に亘って続く植民都市としての伝統で人々を魅了してきた。豊かな文化は古代ギリシャ、古代ローマ、ヴェネツィア共和国の影響から生み出された物である。トロギルには小さな島の中に宮殿、教会、塔が多数、そして要塞もある。
トロギルには、アドリア海沿岸のみならず中欧でももっとも保存状態のよいロマネスク＝ゴシック建築群がある。中世から続くトロギルの中心部は城壁で囲まれ、城、塔、住居、宮殿など、ロマネスクからゴシック、ルネサンス、バロックといったさまざまな時代の建物が保存されている。トロギル最大の建物は聖ラウレンティウス教会で、その西正門はラドヴァンによる傑作であり、同時にクロアチア国内でもっとも顕著なロマネスク＝ゴシック様式の作品である。
主な見所は以下の通りである。
- 13世紀からの多くの建物と10の教会群を含む、歴史ある中心部
- 17世紀の城門と、15世紀の城壁
- 15世紀のカマルレンゴ要塞
- 13世紀の領主宮殿
- 13世紀に建てられた聖ラウレンティウス教会。「ラドヴァンの門」はクロアチア人建築家ラドヴァンの傑作とされる。
- 15世紀に建てられたツィピコの大小邸宅群
- 15世紀以来のロッジア（涼み廊下）

### 登録基準
この世界遺産は世界遺産登録基準のうち、以下の条件を満たし、登録された（以下の基準は世界遺産センター公表の登録基準からの翻訳、引用である）。
- (2) ある期間を通じてまたはある文化圏において、建築、技術、記念碑的芸術、都市計画、景観デザインの発展に関し、人類の価値の重要な交流を示すもの。
- (4) 人類の歴史上重要な時代を例証する建築様式、建築物群、技術の集積または景観の優れた例。

## 経済
観光業がトロギル周辺の経済において最も大きな要素を占めており、自治体予算の50％を支えている。ホテルと民宿は合わせて2万ベッド以上の収容力を持っている。周辺地域の人々は伝統的に漁業と農業に就くことが多い。
最大の産業は造船業である。20世紀初めに作られたトロギル造船所は、同時に55,000トンの船2隻を建造できる。1990年から2004年の間に、93隻の船がこの造船所で造られた。

## 交通
トロギルはスプリト空港から6キロ離れており、定期バスが空港と市の間を運行している。将来、スプリト郊外鉄道が空港とトロギルまで延長される予定である。

## 観光
- 聖ロブロ大聖堂（クロアチア語版）[1]

## 出身者
- ミラ・ショーン - ファッションデザイナー